# Белая книга: о потерях, причинённых народу Эстонии оккупациями
«Белая книга: о потерях, причинённых народу Эстонии оккупациями 1940—1991» (эст. «Valge raamat: Eesti rahva kaotustest okupatsioonide läbi 1940—1991») — изданный в 2005 году сборник из восьми оригинальных исследований, составленный образованной в 1992 году Парламентом Эстонии Государственной комиссией по расследованию репрессивной политики оккупационных сил (ГКРРПОC) и определяющий ущерб, нанесённый Эстонии в результате политики советских и германских властей в период 1939—1991 годов. В сборнике рассматриваются четыре темы: население, культура, окружающая среда и экономика.

## Источники и методология

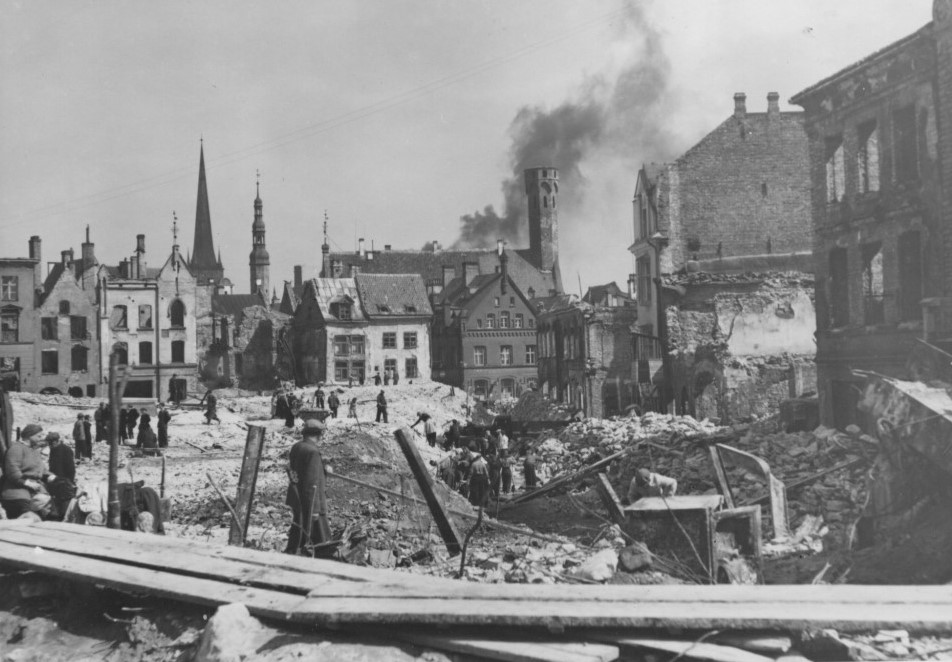
Старый город Таллина после бомбардировки советскими ВВС в марте 1944 года

#### 1940 год

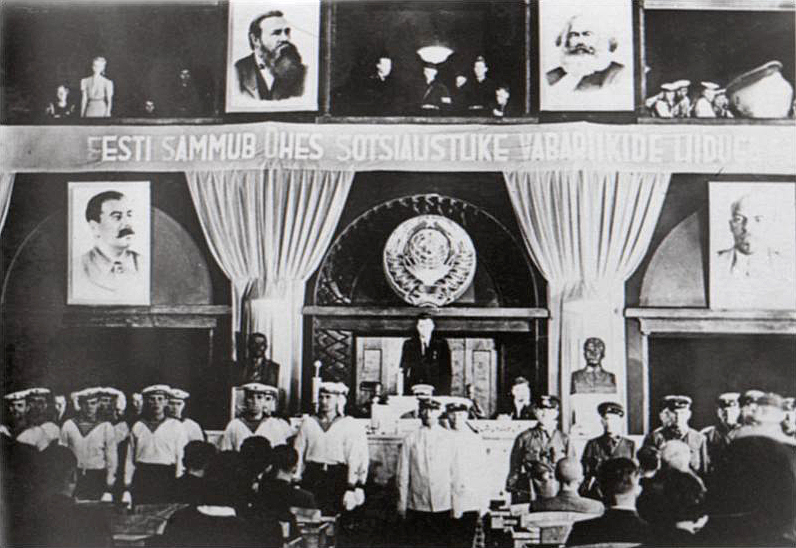
Делегации Красной армии и Балтийского флота на первом заседании Рийгиволикогу, 21-23 июля 1940 г.

#### 1941—1950 годы

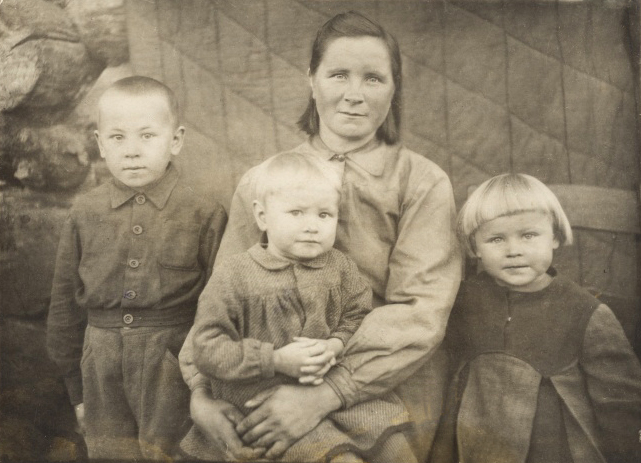
Элла Трейманн с детьми, депортированная из Эстонии в Сибирь в 1949 году

### Ущерб, нанесённый экологии

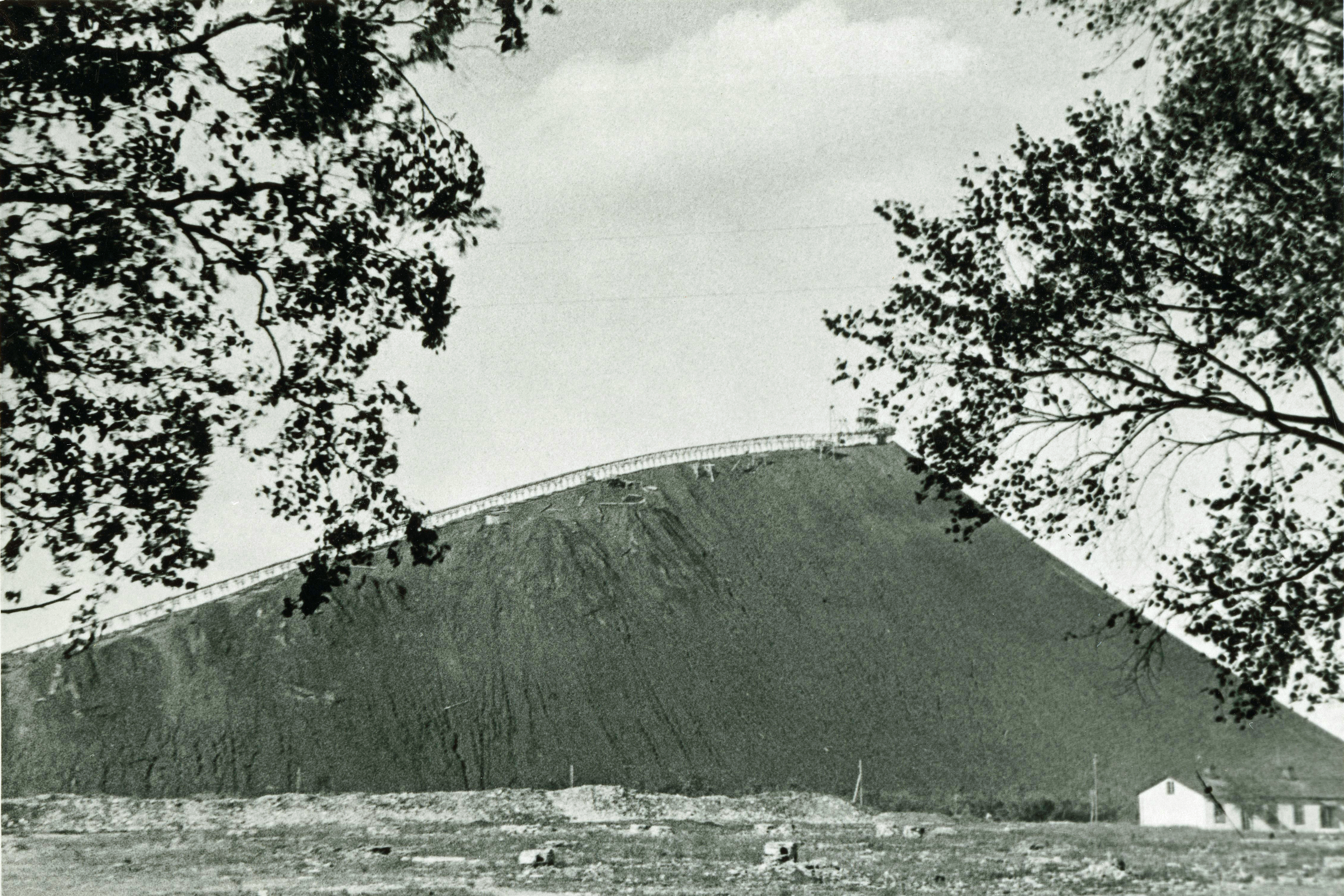
Золошлаковый отвал Кивиылиского сланцехимического комбината, 1948 год

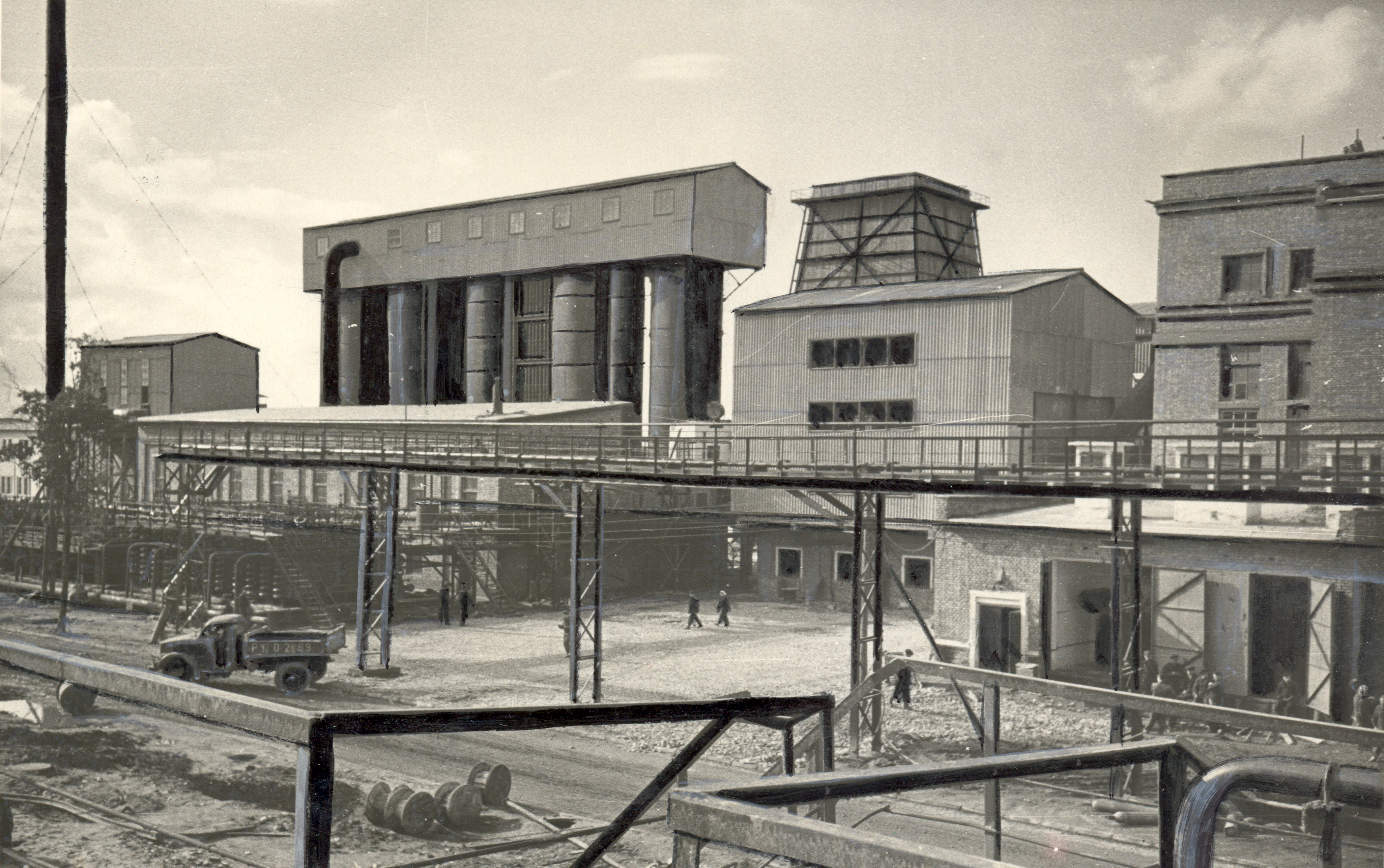
Цех производства суперфосфатов, Маардуский химический комбинат, 1955 год

#### Превращение Эстонии в придаток Ленинграда

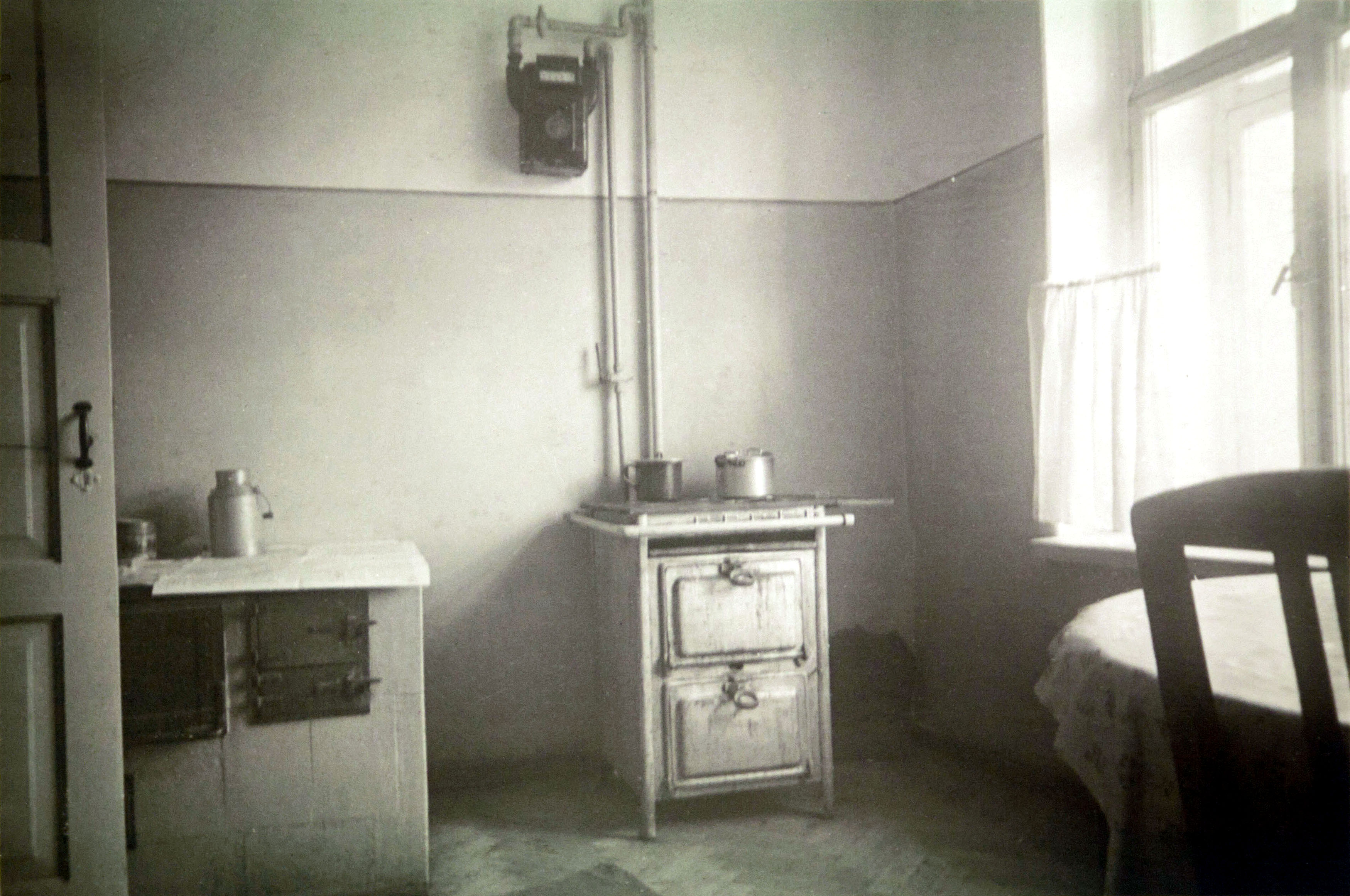
Кухня с газовой плитой, улица Суур-Карья, дом 18, Таллин. 1948 год